# Stephen Zarlenga
Stephen Zarlenga, född 1941, död 25 april 2017 i Chicago, Illinois,  var en amerikansk aktivist för reformering av det amerikanska penningsystemet.
Zarlenga var grundare och chef för American Monetary Institute, ett institut som arbetar för en penningreform i USA. Zarlenga har skrivit boken The Lost Science of Money, a study of monetary history and monetary reform. Tillsammans med sina medarbetare på institutet har han även konkretiserat hur en penningreform skulle kunna gå till i USA, American Monetary Act. Förslaget går i korthet ut på att: 
- centralbanken skall nationaliseras och göras till en del av finansministeriet.
- att systemet med fraktionella reserver avskaffas.
- att offentlig utgivning av pengar ersätter det fraktionella banksystemet. De pengar som injiceras fritt i ekonomin (utan kreditkrav) skall användas till uppbyggnad av miljövänlig infrastruktur, miljövänliga energikällor samt hälsovård och utbildning [2].

American Monetary Act bygger enligt Zarlenga på den så kallade Chicago-planen, som lades fram under 1930-talet av ekonomer från Chicago. Den planen byggde på 100-procentiga reserver istället för fraktionella reserver.

## Externa sidor
- AMI:s hemsida
- http://www.youtube.com/watch?v=V_kbyAl3-AM